# Maddox (Schiff, 1944)
Die USS Maddox (DD-731) war ein Zerstörer der Allen-M.-Sumner-Klasse der US-Marine. Bekanntheit erlangte das Schiff durch seine Beteiligung am Tonkin-Zwischenfall, der als Auslöser für den Eintritt der Vereinigten Staaten von Amerika in den Vietnamkrieg gilt.

## Kiellegung und Stapellauf
Die Kiellegung der USS Maddox erfolgte am 28. Oktober 1943 in der Bath-Iron-Works-Werft in Bath im US-Bundesstaat Maine. Sie lief am 19. März 1944 vom Stapel und wurde nach Kapitän William Maddox benannt. Die USS Maddox gehört zur Allen-M.-Sumner-Klasse, einer Weiterentwicklung der Fletcher-Klasse, die sich vor allem durch eine stärkere Bewaffnung auszeichnet. Am 2. Juni 1944 wurde sie in Dienst gestellt.

## Dienstzeit
Während des Zweiten Weltkriegs wurde die USS Maddox im Pazifikkrieg eingesetzt. Sie war Teil des Geleitschutzes der Fast Carrier Task Force während Angriffen im westlichen Pazifik und wurde zur Unterstützung der amerikanischen Invasion auf Okinawa während der Schlacht um Okinawa eingesetzt. Am 21. Januar 1945 wurde die USS Maddox bei einem Kamikaze-Angriff vor Formosa durch ein japanisches Flugzeug getroffen und beschädigt.
Im Koreakrieg war sie Teil der 7. Flotte und unterstützte die Streitkräfte der Vereinten Nationen entlang der Westküste Koreas.
Die USS Maddox war neben dem Zerstörer USS Turner Joy das erste Schiff, das am Tonkin-Zwischenfall im Golf von Tonkin beteiligt war. Nach Darstellung des US-Militärs geriet sie am 2. August 1964 während der Operation Desoto in Konflikt mit drei nordvietnamesischen Torpedobooten, worauf sie Luftunterstützung anforderte. Bei dem Zwischenfall soll ein Torpedoboot manövrierunfähig und die beiden anderen beschädigt, die USS Maddox durch Maschinengewehrfeuer nur leicht beschädigt worden sein.
Im weiteren Verlauf des Vietnamkriegs nahm die USS Maddox an den Operationen „Sea Dragon“ und „Market Time“ teil. Weiterhin wurde sie zur seegestützten Gefechtsunterstützung in Küstenregionen und zum Patrouillendienst eingesetzt.
1969 wurde sie aus dem aktiven Dienst zurückgezogen und der Reserveflotte zugeteilt. Am 2. Juli 1972 wurde sie ausgemustert. Während ihres aktiven Dienstes wurde sie für die Einsätze im Pazifik und Koreakrieg mit insgesamt zehn Battle Stars ausgezeichnet und erhielt für ihren Einsatz während des Tonkin-Zwischenfalls die Auszeichnung Navy Unit Commendation verliehen.

## Verbleib
Die USS Maddox wurde vier Tage nach ihrer Ausmusterung am 6. Juli 1972 nach Taiwan verkauft. Im Jahr 1985 wurde sie dort endgültig verschrottet.